# Arhondaric
Arhondaricul reprezintă o clădire sau aripă de clădire situată într-o mănăstire ortodoxă și, care este rezervată primirii oaspeților și pelerinilor.
Scopurile existenței separate ale unor asemenea case de oaspeți servesc atât la asigurarea unor condiții bune străinilor care devin oaspeții mănăstirii, cât și la izolarea relativă a acestora de restul obștii monahale, pentru a nu afecta viața acesteia. Primirea și găzduirea străinilor se face de către arhondar, care îndeplinește această sarcină în urma desemnării în acest scop de către obștea mănăstirii.